# Uliocnemis felicitata
Uliocnemis felicitata är en fjärilsart som beskrevs av Walker 1861. Uliocnemis felicitata ingår i släktet Uliocnemis och familjen mätare. Inga underarter finns listade i Catalogue of Life.